# Wald (Reichshof)
Wald ist eine der 106 Ortschaften der Gemeinde Reichshof im Oberbergischen Kreis im nordrhein-westfälischen Regierungsbezirk Köln in Deutschland.

## Lage und Beschreibung
Wald liegt nordöstlich der Wiehltalsperre, die nächstgelegenen Zentren sind Gummersbach (15 km nordwestlich), Köln (64 km westlich) und Siegen (39 km südöstlich).

## Geschichte

### Erstnennung
1537 wurde der Ort das erste Mal urkundlich erwähnt: Im Brüchtenverzeichnis des Windecker Rentmeisters ist Joentgen hinder dem Walde aufgeführt. 
Die Schreibweise der Erstnennung war hinter dem Walde.
| Bevölkerungsentwicklung | Bevölkerungsentwicklung |
| Jahr                    | Einwohner               |
| ----------------------- | ----------------------- |
| 1946                    | 61                      |
| 1991                    | 115                     |
| 2005                    | 114                     |
| 2006                    | 112                     |
| 2008                    | 109                     |
| 2017                    | 101                     |
| 2018                    | 102                     |
| 2019                    | 97                      |